# Tarkan
Tarkan Tevetoğlu (Alzey, Alemania, 17 de octubre de 1972), popularmente conocido como Tarkan, es un cantante turco, uno de los más exitosos y admirados de Turquía. Ha lanzado varios álbumes que han sido un éxito de ventas durante su carrera. 
La primera compañía discográfica de Tarkan fue İstanbul Plak. Sin el consentimiento de sus padres, en 1997 estableció su propia discográfica llamada HITT Music con la que trabaja actualmente.
Junto a su carrera musical, ha tomado parte en numerosos proyectos sociales y es conocido como megaestrella y "Príncipe del Bósforo" en la prensa. Uno de los pocos Europeos que ha logrado el éxito sin cantar en inglés, que también es conocido por sus actuaciones en vivo. El efecto Tarkan en Turquía ha sido comparado por el Washington Post al de Elvis Presley en Norteamérica alrededor de 1957 y el  cofundador de Atlantic Records, Ahmet Ertegün, lo describió como uno de los mejores artistas en vivo que jamás había visto. También ha sido catalogado por Rapsodia como el artista más importante en la historia europea de la música pop, con su canción "Şımarık". Sus álbumes han vendido más de 15 millones de copias. A lo largo de su carrera ha ganado cuatro Turquía Music Awards, seis Premios Mariposa de Oro   y un World Music Awards y ha recibido varias nominaciones.

## Biografía
Tarkan Tevetoğlu nació el 17 de octubre de 1972 en Alzey, Alemania Occidental, hijo de Neşe y Ali Tevetoğlu. Su madre lo nombró debido al personaje de cómic Tarkan. El nombre se dice que procede de un antiguo rey o título Turco, que significa valiente y fuerte. Tarkan mostró interés por la música en la infancia. Tarkan y sus cinco hermanos se trasladaron a Turquía en 1986 con sus padres y se establecieron en Karamürsel, Kocaeli. Después de la muerte de su padre, su madre se casó con un arquitecto, Seyhun Kahraman. Tiene tres medio hermanos, llamados Adnan, Gülay y Nuray del primer matrimonio de su madre, y un hermano, Hakan, y una medio hermana menor, Handan del matrimonio con su padre.
Tarkan comenzó su escuela secundaria y tomó clases de Arte turco y de música en la Asociación Karamürsel de Música Avanzada. Después de que su familia se trasladó a Estambul, continuó sus estudios de música en la Sociedad de Música Uskudar y comenzó a actuar en varios lugares. Después de terminar la escuela secundaria, hizo planes para ir a Alemania para su educación superior y mientras tanto, firmó un contrato con Estambul Plak propiedad de Mehmet Söğütoğlu para la liberación de su primer álbum.

## Carrera

### 1992-2000:Yine Sensiz,AacayipsinyÖlürüm Sana
Tarkan, lanzó su primer álbum Yine Sensiz en casetes bajo la etiqueta de Estambul Plak el 26 de diciembre de 1992. Él escribió la letra para tres de las canciones del álbum, compuso otros tres canciones y eligió "Kıl Oldum" para ser su primer sencillo. El 18 de junio de 1993, tres nuevas versiones del álbum fueron editados en CD. Junto a "Kıl Oldum", hizo los videos musicales de las canciones "Kimdi", "Gelip de Halimi Gördün mü?", "Vazgeçemem" y "Çok Ararsın Beni". El disco vendió más de 700.000 copias en total. Escribió un crítico: "sucedió tal vez por primera vez en el mundo de  la música [turca], que  palabras del "argot" fueron utilizadas en canciones y el valiente joven comenzó a llamar la atención tanto por sus canciones y como por sus ojos verdes."
En mayo de 1994, su segundo álbum de estudio Aacayipsin fue lanzado en Turquía; posteriormente fue editado en Alemania y Rusia en 1996 y 1998 respectivamente. Los artistas Sezen Aksu, Ümit Sayın, Ozan Çolakoğlu y Yıldız Tilbe estaban entre aquellos que fueron incluidos en el álbum. Tarkan escribió la letra de cuatro canciones, tres de los cuales también fueron compuestas por él; "Hepsi Senin mi?", "Unutmamalı", "Gül Döktüm Yollarına", "Kış Güneşi", "Şeytan Azapta", "Dön Bebeğim" y "Bekle" fueron las canciones que contaron con vídeos musicalesAacayipsin vendido dos millones y medio de copias y ganó el premio "Mejor Artista de Música Pop Masculino" de los Premios de la Música de Turquía . La canción "Hepsi Senin mi?" también fue galardonada como "Mejor Letra", "Mejor Composición" y "Mejor Canción" en los premios.

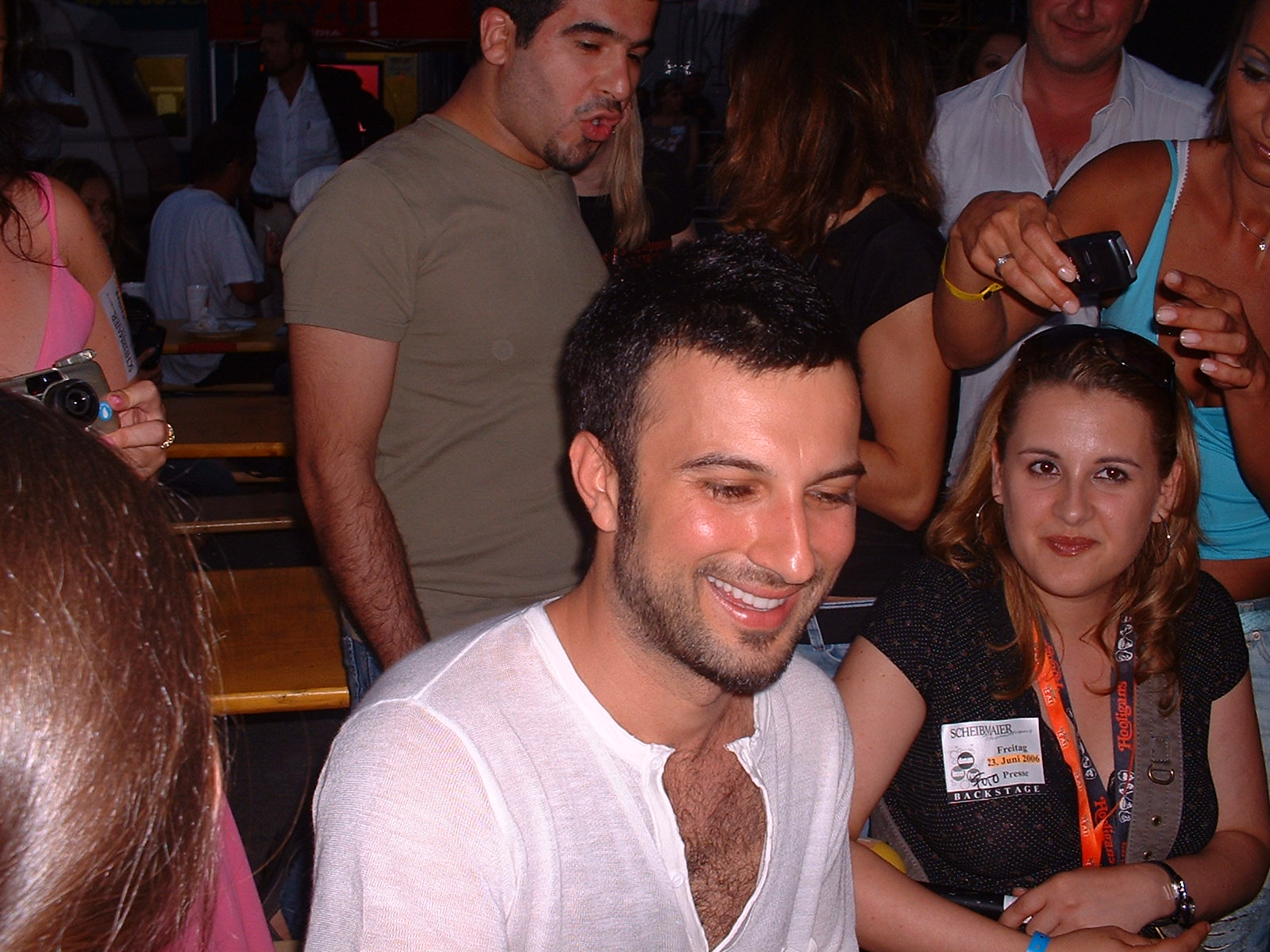
Tarkan, luego de una presentación en la ciudad de Viena.

En 1997, fundó su propia compañía de producción Hitt Müzik y el mismo año publicó su tercer álbum de estudio Ölürüm Sana de la que se vendieron tres millones y medio de copias. Tarkan mismo hizo la letra y la composición de muchas de las canciones de este álbum. "Şımarık", "Ikimizin Yerine", "Salına Salına Sinsice", "Ölürüm Sana" y "Kır Zincirlerini", fueron las canciones con vídeo música. "Şımarık", se convirtió en un éxito en muchos países, ocupando el tercer lugar en Francia, Suecia y Suiza; segundo lugar, en Noruega; y el primero en Bélgica, pero también en el puesto 26 en Billboard Latin Pop Songs. La canción más tarde fue interpretada por muchos otros artistas. La canción "Kır Zincirleri" también entró en las listas de música de Alemania, Bélgica y Francia. Una disputa por derecho de autor estalló entre Tarkan y Aksu a través de la canción "Şımarık", que en última instancia bloqueó al cantante la oportunidad de liberar una versión en inglés de la canción. La música fue inicialmente reconocida como compuesto por Aksu, Tarkan y Çolakoğlu, pero Tarkan más tarde admitió en una entrevista de 2006 que esto se había hecho sin el consentimiento de Aksu , y que él, era el verdadero propietario del derecho de autor. Este conflicto terminó con su éxito musical, el compañerismo y la amistad.

### 2001-2012Karma,DuduyCome Closer
En 2001 lanzó su álbum Karma al cual la crítica considera su mejor álbum hasta el momento, con una buena producción. De él se extrajeron dos sencillos en Turquía: Kuzu Kuzu, del que se vendieron 200.000 copias en casetes y de 500.000 copias en formato CD. y Hüp. 
Tres meses más tarde, en julio de 2001, su cuarto álbum de estudio Karma fue lanzado Tarkan escribió y compuso seis de las canciones, y Nazan Öncel, Mete Özgencil y Mazhar Alanson le ayudaron en su preparación. El álbum Karma vendido un millón y medio de copias. Aunque Karma no fue lanzado en todo el mundo, se distribuyó en grandes envíos a Rusia, donde se había convertido en el de mayor venta de una estrella de pop extranjera. De un millón de copias enviadas a otras zonas de Europa, como Dinamarca. "Hüp" y "Verme", se convirtió en las otras canciones con vídeos musicales, mientras que el clip para "Hüp" fue objeto de diversas críticas negativas. Cuando el vídeo dirigido por Ferzan Özpetek para el sencillo fue lanzado, el Consejo Supremo de Radio y Televisión turca consideró la prohibición de la difusión en televisión, ya que algunos espectadores se quejaron de que la escena en la que Tarkan besaba a la actriz Sinemis Candemir era demasiado "explícita" y "pornográfica". El caso fue reportado a través de Europa por la BBC. En los Premios Mariposa de Oro, "Hüp" fue galardonado con el premio "Mejor Video Clip"; y Tarkan mismo recibió el "Mejor  Solista pop Masculino, además de un premio honorífico. Karma tuvo un estilo e imagen totalmente diferente a su anterior personalidad. Su apariencia – ajustados pantalones sueltos, camisas desabrochadas  camisetas apretadas y su nuevo peinado establecieron una tendencia entre los jóvenes turcos, que comenzaron a copiar su apariencia. De acuerdo a los peluqueros, su peinado en Kuzu Kuzu fue el más frecuentemente solicitado en los salones de Turquía. Durante este tiempo conoció a Michael Lang, co-organizador del Festival Woodstock, que se convirtió en su mánager internacional. Según Lang, Tarkan es un gran cantante, y su rendimiento es excelente.
Tarkan también ha sido el rostro de Pepsi en Turquía, y ha apoyado a la selección de fútbol turca con el "himno futbolístico" Bir Oluruz Yolunda (Unidos por ustedes), hecho con motivo de la Copa Mundial de 2002.
También lanzó su propia fragancia en 2004, llamada Tarkan.
En octubre de 2005 lanzó su sencillo debut en inglés Bounce en Turquía. 
Su álbum debut en inglés Come Closer, fue lanzado el 7 de abril de 2006 en ciertas partes de Europa, bajo el sello discográfico Universal Music. En 2007 Tarkan trabajó en la remezcla de los temas de Come Closer, grabando junto a nuevos colaboradores, para el lanzamiento de una nueva versión del álbum en el mercado estadounidense en el correr de 2008. Se ha anunciado además, que esta nueva versión incluiría al menos dos temas nuevos.
El octavo álbum de Tarkan, Metamorfoz, fue lanzado por las tiendas D&R en Turquía el 25 de diciembre de 2007, un día antes de su comercialización general en el mercado. Incluye diez nuevos temas de su autoría (tres de ellos co-compuestos junto a Ozan Çolakoğlu). En él Tarkan vuelve a cantar en turco fusionando una vez más ritmos orientales y occidentales. El disco vendió más de 200.000 copias y las canciones "Vay Anam Vay", "Pare Pare", "Arada Bir" y "Dilli Düdük" tuvieron vídeos musicales. Tarkan recibió certificado de disco de oro y diamante MÜ-YAP en 2008 y 2009, respectivamente.
En julio de 2010, su séptimo álbum de estudio Adımı Kalbine Yaz fue lanzado y vendido 355,000 copias. La canción "Sevdanın Hijo Vuruşu" que fue lanzada antes que el álbum ganó el premio "Mejor Canción", "Mejor Composición", y "Mejor Letra de canciones" en los Premios de la Música de Turquía; el mismo álbum fue elegido como Mejor Álbum. Las canciones "Öp", "Acımayacak", "Kayıp" y "Adımı Kalbine Yaz" se contaron con vídeos musicales, y "Öp" ganó el premio "Mejor Video Clip" en los Premios de la Música de Turquía. De acuerdo a una encuesta realizada en 2011, Tarkan fue el artista más buscado en Google en Turquía.
En 2012, Tarkan grabó la canción "Aşk Gitti Bizden" para el álbum de debut de Ozan Çolakoğlu, 01. En los primeros meses de 2013, comenzó a trabajar en su nuevo álbum. En junio de 2013, fue presentado en el álbum Aysel en homenaje a Aysel Gürel y cantó la canción "Firuze". En agosto de 2014, grabó y cantó la canción "Hop De" para Iskender Paydaş del álbum Zamansız Şarkılar 2. El 22 de agosto de 2014, se convirtió en el primer cantante turco en realizar la clausura de un concierto en el Festival Monte Carlo Sporting Summer en su cuadragésimo aniversario.

### 2016- Ahde Vefa
El 11 de marzo de 2016, su noveno álbum de estudio "Ahde Vefa" fue lanzado. Fue producido por Hitt, Müzik y distribuido por DMC. Ahde Vefa es el primer álbum Clásico turco de Tarkan. Después de una semana de su lanzamiento, vendió 170.000 ejemplares.
El 14 de julio de 2016, su sencillo "Cuppa" fue lanzado. En la 43.ª edición de los Premios Mariposa de Oro, Ahde Vefâ fue elegido como el "Mejor Proyecto "categoría de Música Clásica turca.

### 2017- 10
Tarkan lanzó su nuevo álbum 10  bajo la etiqueta de DMC el 15 de junio de 2017. De las 14 canciones en el álbum, "Yolla", escrita por Tarkan y compuesta por Ozan Çolakoğlu fue lanzado como el primer sencillo y contó con un vídeo musical.

### 2024 - Kuantum 51
El 15 de octubre de 2024, su album de estudio "Kuantum 51" fue lanzado, producido bajo el sello discográfico Hitt Müzik, presentando una mezcla de géneros, destacándose principalmente en el pop y Europop, combinando ritmos típicos de la cultura turca de la actualidad, así mismo conto con la colaboración de varios productores y arreglistas de renombre tales como:
- Ozan Çolakoğlu: Arregló varias canciones como "Yo", "Olay" y "Ayrılık Töreni".
- İskender Paydaş: Trabajó en la canción "İllallah".
- Turaç Berkay Özer: Participó en la canción "Şerbetli".
- Murat Matthew Erdem: Colaboró en "Darmaduman".
- Ateş Berker Öngören: Arregló varias canciones como "Kalpte Savaş" y "Enseyi Karartma"

## Vida personal

### Matrimonio
El 29 de abril de 2016 Tarkan se casó con la que fue su novia durante mucho  tiempo, Pınar Dilek. La pareja se conoció en 2011, después de un concierto en Alemania. Dilek había sido una fan de Tarkan mucho antes de conocerlo. El 12 de julio de 2018, la pareja tuvo a su primera hija llamada Liya.

### Servicio militar
En el punto más alto de su fama en 1999, Tarkan fue llamado a filas para el servicio militar, que había sido legalmente diferido desde 1995. La fecha límite para el inicio de su servicio había pasado en 1998, pero debido a las obligaciones contractuales en el extranjero después del éxito de su álbum compilación no regresó a Turquía a hacer su servicio militar. Los medios de comunicación debatieron si Tarkan debía ser visto como un desertor y despojado de su ciudadanía. Incluso el parlamento turco discutió el tema. Después del terremoto de agosto de 1999 que sacudió Turquía, se promulgó una legislación que permitía a los contemplados por la ley a pagar de $16,000 en beneficio de las víctimas del terremoto para acortar su servicio militar obligatorio a 28 días. Tarkan regreso a Turquía en el año 2000, aprovechó esta ley, y terminó su servicio. De su corto tiempo en el entrenamiento militar, dijo: "era enero y estaba nevando como loco. Fue difícil; la comida era terrible. ¿Dieciocho meses de mi vida por nada? Pensé que mis propios sueños eran más importantes."

## Discografía

### Discografía en Turquía

#### Álbumes
- Yine Sensiz (1992, 1993)
- A-Acayipsin (1994)
- Ölürüm Sana (1997)
- Karma (2001)
- Dudu (2003)
- Come Closer (2006)
- Metamorfoz (2007)
- Metamorfoz Remixes (2008)
- Adimi kalbine yaz (2010)
- Ahde Vefa (2016)
- Cuppa (2016)
- 10 (2017)
- Kuantum 51 (2024)

#### Sencillos
- Kuzu Kuzu (2001)
- Hüp (2001)
- Bir Oluruz Yolunda (2002)
- Bounce (2005)
- Vay Anam Vay (2007)
- Arada Bir (2008)
- Pare Pare (2008)
- Dilli Düdük (2008)
- Sevdanin Son Vurusu (2010)
- Kara Toprak (2012)
- Aşk Gıttı Bızdem (2012)
- Hadi Bakalım (2012)
- Hatasız Kul Olmaz (2012)
- Firuze (2013)
- Hop De (2014)
- Cuppa (2016)
- Son Durak (2022)
- Geççek (2022)
- Yap Bi Güzellik (2022)
- Sen Rahat Uyu (2023)

### Discografía Internacional

#### Álbumes
- Tarkan (1998)
- Come Closer (2006)

#### Sencillos
- Şımarık (1997)
- Şıkıdım (1999)
- Bu Gece (1999)
- Bounce (2006)
- Start The Fire (2006)
- Vay Anam Vay (2008)
- Arada bir (2008)
- Pare Pare (2008)
- Dilli Düdük (2008)

#### Bandas sonoras
- "Hércules" Disney, Original Soundtrack (1997-1998). Versión de Tarkan "Go the distance" llamada "Yolumdayım" para la edición Turca de la película.